# ایزولا دل پیانو
ایزولا دل پیانو (به ایتالیایی: Isola del Piano) یک کومونه در ایتالیا است که در استان پزارو و اوربینو واقع شده‌است.

## خصوصیات
ایزولا دل پیانو ۲۳٫۱ کیلومترمربع مساحت و ۶۷۴ نفر جمعیت دارد.